# Жовтець стополистий
Жовтець стополистий, жовтець стоповидний (Ranunculus pedatus) — вид рослин з родини жовтецевих (Ranunculaceae), поширений у південно-східній і східній Європі, в Туреччині.

## Опис
Багаторічна рослина 20–30 см. Листки пальчасто розсічені, частки їх вузько-лінійні. Квітки жовті, 1.5–2.5 см в діаметрі. Плід на верхівці з коротким зігнутим носиком. Гола рослина висотою 15–30 см. Стебло пряме, малоквіте

## Поширення
Поширений у південно-східній і східній Європі, в Туреччині.
В Україні вид зростає на заплавних луках, сухих трав'янистих схилах — у Поліссі, Лісостепу.